# Михайлова, Мария Борисовна
Мари́я Бори́совна Миха́йлова (25 марта 1932, Москва — 26 мая 2017, там же) — советский и российский искусствовед и историк архитектуры. кандидат искусствоведения (1972). Ведущий научный сотрудник НИИТАГа. Советник РААСН. Лауреат государственной премии в области литературы и искусства за 1999 год за коллективную серию из 4 книг «Русское градостроительное искусство» и Большой медали РААСН. Член Союза московских архитекторов и Ассоциации искусствоведов, член правления Общества изучения русской усадьбы.

## Биография
Родилась в Москве в семье архитектора и искусствоведа Б. П. Михайлова. Окончила отделение искусствоведения исторического факультета МГУ.
В 1972 году защитила кандидатскую диссертацию на соискание учёной степени кандидата искусствоведения под руководством М. А. Гуковского на тему: «Архитектурные зарисовки кватроченто с античных памятников».
С 1967 года — ведущий научный сотрудник НИИТАГа.
30 октября — 1 ноября 2017 года в Государственном институте искусствознания прошла всероссийская научная конференция «История архитектуры и градостроительства России. Новые материалы и исследования», посвящённая памяти М. Б. Михайловой.

## Область научных интересов
Преемственность античности, Ренессанса, классицизма в истории европейской архитектуры и градостроительства; античная традиция в европейской и русской архитектуре; русская архитектура и градостроительство конца XVII — первой половины XIX вв.; работы итальянских зодчих в России; проблемы архитектурной типологии и композиции; теория и практика реконструкции городов; методы и организация градостроительного проектирования.
Особый интерес представляла для Михайловой архитектура городов юга Российской империи, в том числе Керчи.

## Научные труды
- Три альбома итальянских архитектурных рисунков XV—XVI вв. из собрания Эрмитажа // Тезисы докладов научной сессии, посвященной итогам работы Государственного Эрмитажа за 1966 г. — Л., 1967. — С.39—40.
- Неизвестный античный нимфей в Альбано // Сообщения Государственного Эрмитажа. — Вып. XXIX. — Л., 1968. — С.15—17.
- Неизвестный античный храм в Тибуре (по рисунку итальянского мастера XV в.) // Вестник древней истории. — М., 1969. — С.176—184.
- Mausolei romani sconosciuti nei disegni d’un architetto italiano del Rinascimento // Palladio. — Poma, 1969. — № 1—3 — P.3—13.
- Bridges of Ancient Rome: Drawings in the Hermitage ascribed to Fra Giocondo // The Art Bulletin. — New York, 1970. — P.240—264.
- Дом Талызиных — памятник архитектуры классицизма // История СССР. — 1970. — № 5. — С.178—182.
- Всеобщая история архитектуры. В 12-ти томах. Том II: Архитектура античного мира (Греция и Рим) / Под ред. В. Ф. Маркузона (отв. ред. по Греции), Б. П. Михайлова (отв. ред. по Риму). — М.: Издательство литературы по строительству, 1973. Разделы, написанные М. Б. Михайловой: Ч.2: Архитектура древнего Рима. Введение — Гл.2: Архитектура Римской республики. Разделы: Общественные сооружения — Форумы; Храмы; Святилища; Базилики; Торговые сооружения; Термы; Нимфеи; Зрелищные и жилые сооружения; Виллы; Погребальные сооружения; Декор, Композиция; Заключение. — Гл.3: Архитектура Римской империи: Форумы; Термы; Нимфеи; Зрелищные сооружения; Мемориальные и триумфальные сооружения; Жилые сооружения: Атриумно-перистильные дома, Императорские резиденции, Виллы; Погребальные сооружения; Ордер, Декор, Композиция; Заключение.
- (В соавт. с А. А. Вороновым). Особенности новооткрытого античного памятника в Керчи // Архитектурное наследство. — Вып.23: Национальное своеобразие и взаимовлияние архитектуры народов СССР / Под ред. О. Х. Халпахчьяна. — М.: Стройиздат, 1975. — С.88—99.
- К вопросу о месте ансамбля Казанского собора в европейской архитектуре // Архитектурное наследство. — Вып.24: Проблемы архитектурного ансамбля / Под ред. О. Х. Халпахчьяна. — М.: Стройиздат, 1976. — С.41—50.
- Основные этапы формирования Керчи в XVIII—XIX веках // Архитектурное наследство. — Вып.25: Проблемы градостроительства IV—XIX вв. / Под ред. О. Х. Халпахчьяна. — М.: Стройиздат, 1976. — С.50—56.
- Типы сооружений античности в архитектуре русского классицизма // Архитектурное наследство. — Вып.26: Традиции и новаторство в зодчестве народов СССР / Под ред. О. Х. Халпахчьяна. — М.: Стройиздат, 1978. — С.3—12.
- Особенности градостроительного развития юга России (конец XVIII — первая половина XIX века) // Архитектурное наследство. — Вып.27: Региональные черты зодчества народов СССР / Под ред. О. Х. Халпахчьяна. — М.: Стройиздат, 1979. — С.49—57.
- «Пенсионеры» Академии Художеств и классическое наследие // Проблемы развития архитектуры Удмуртии: Сборник статей посвящается 200-летию со дня рождения Дудина С.Е / Отв. ред. Е. Ф. Шумилов. — Ижевск,1979. — С.24—32.
- Александр Дигби — зодчий классицизма на юге России // Архитектурное наследство. — Вып.28: Национальные особенности зодчества народов СССР / Под ред. О. Х. Халпахчьяна. — М.: Стройиздат, 1980. — С.80—88.
- Античность — источник архитектурных идей и композиций европейского зодчества XV—XIX вв. // Культура и искусство античного мира. Материалы научной конференции ГМИИ им. А. С. Пушкина (1979). — М.: Советский художник, 1980. — С.221—236.
- (В соавт. с К. Ф. Князевым и И. И. Кроленко). Сохранить архитектурно-градостроительное наследие и природный ландшафт Крыма // Архитектура СССР. — 1981. — № 8. — С.58—63.
- Принцип зависимости от образца при возведении монументальных зданий классицизма // Архитектурное наследство. — Вып.31: Самобытность и влияния в зодчестве народов СССР / Под ред. О. Х. Халпахчьяна. — М.: Стройиздат, 1983. — С.3—11.
- (В соавт. с А. А. Вороновым). Боспор Киммерийский. — М.: Искусство,1983 (Серия «Дороги к прекрасному»). — 183c.
- Античный элемент в формировании города Возрождения (теория и практика) // Античное наследие в культуре Возрождения. — М.: Наука, 1984. — С.214—220.
- Монументальные лестницы южнорусских городов и их классические прототипы // Архитектурное наследство. — Вып.32: Композиционные приемы и традиции / Под ред. О. Х. Халпахчьяна. — М.: Стройиздат, 1984. — С.61—72.
- Малые архитектурные формы и скульптура в ансамблях южнорусских городов первой половины XIX века // Архитектурное наследство. — Вып.33: Город и его застройка / Под ред. О. Х. Халпахчьяна. — М.: Стройиздат, 1985. — С.69—77.
- Черты традиционности и своеобразия в развитии Холмогор // Архитектурное наследство. — Вып.34: Преемственность и влияния в архитектуре народов СССР / Под ред. О. Х. Халпахчьяна. — М.: Стройиздат, 1986. — С.26—33.
- Соборные площади новых городов юга России периода классицизма // Архитектурное наследство. — Вып.36: Русская архитектура / Под ред. Н. Ф. Гуляницкого. — М.: Стройиздат, 1986. — С.187—202.
- (В соавт. с В. К. Решетниковым). О градостроительной истории Таганрога (конец XVII—начало XX веков) // Архитектурное наследство. — № 36. — М.: Стройиздат, 1986. — С.203—218.
- Античное наследие в практике европейских городов периода классицизма // Архитектура мира. — Вып.3: Материалы конференции «Запад-Восток: Античная традиция в архитектуре» / Ред. Н. И. Смолина. — М.: ВНИИТАГ, МАРХИ, 1994. — С.62—67.
- К вопросу о месте Кваренги в архитектуре неоклассицизма // Джакомо Кваренги и неоклассицизм XVIII века: к 250-летию со дня рождения архитектора: Тез.докл.научн.конф. / Отв. ред. М. Ф. Коршунова. — СПб.: Гос. Эрмитаж, 1994. — С.6—10.
- Русское градостроительное искусство. Т.II: Градостроительство Московского государства XVI—XVII вв. / Под общ. ред. Н. Ф. Гуляницкого. М.: Стройиздат, 1994. Разделы, написанные М. Б. Михайловой: Гл.2 (В соавт. с А. И. Осятинским): Города Среднего и Нижнего Поволжья; Гл.3. — Разделы: Казань, Холмогоры, Архангельск в текстах о городах центра и городах севера Московского государства.
- Русское градостроительное искусство. Т.III: Петербург и другие новые российские города XVIII—XIX веков / Под общ. ред. Н. Ф. Гуляницкого. М.: Стройиздат, 1995. — Гл.2: Принципы формирования, методы и организация проектирования русских городов. — С.91—158; — Гл.4: Новые города на регулярной основе. Судостроительные и портовые города. — С.302—340; Города при дворцовых резиденциях. — С.371—379. (В соавт. с Т. С. Проскуряковой).
- Площади классицизма (типология) // Архитектурное наследство. — Вып.38: Проблемы стиля и метода в русской архитектуре / Под ред. Н. Ф. Гуляницкого. — М.: Стройиздат, 1995. — С.83—101.
- О своеобразии композиции группы малоизвестных мавзолеев римской античности // Архитектура мира. — Вып.5: Материалы конференции «Запад—Восток: Искусство композиции в истории архитектуры» / Ред. Н. И. Смолина. — М.: НИИТАГ, МАРХИ, ГНИМА, 1995. — С.104—106.
- Вклад Н. Ф. Гуляницкого в изучение истории русской архитектуры // Архитектура в истории русской культуры. — М.: Отделение литературы и языка РАН, НИИТАГ, РААСН, МАРХИ, 1996. — С.7—9.
- Тема акрополя в европейском градостроительстве первой половины XIX века // Архитектурное наследство. — Вып.40 / Под редакцией Рябушина А. В. — М.: НИИТАГ, 1996. — С.101—108.
- Усадьба как ключевой элемент градостроительной композиции (XVIII — первая треть XIX века) // Русская усадьба: Сборник Общества изучения русской усадьбы. № 2(18) / Науч. ред. Л. В. Иванова. — М.: «АИРО—ХХ», 1996. — С.28—35.
- Казаков в ряду европейских зодчих — своих современников // Матвей Федорович Казаков и архитектура классицизма / Ред. Н. Ф. Гуляницкий. — М.: РААСН, НИИТАГ, 1996. — С.69—81.
- Фра Джокондо — исследователь и комментатор Витрувия // Архитектура мира. — Вып.6: Материалы VI конференции «Запад-Восток: 2000 лет архитектурной книги» / Ред. Н. И. Смолина. — М.: ГНИМА, НИИТАГ, МАРХИ, 1997. — С.16—21.
- Художественное и культурное своеобразие площади русского города екатерининского времени // Русская культура последней трети XVIII века — времени Екатерины II: Сб. ст. / Отв. ред. Л. Н. Пушкарев. — М.: Институт российской истории РАН, 1997. — С.163—175.
- Национальное и художественное своеобразие русских и британских усадеб в системе города классицизма // Архитектура русской усадьбы / Под ред. Н. Ф. Гуляницкого. — М.: Наука, 1998. — ISBN 5-02-011685-8 — Гл.9. — С.213—225.
- Пути формирования европейских столиц Нового времени // Архитектура в истории русской культуры. — Вып.2: Столичный город / Отв. ред. И. А. Бондаренко. — М., 1998. — ISBN 5-88417-145-5 — С.197—215.
- Эволюция отношения зодчих Ренессанса к античному наследию // Архитектура мира. — Вып.7: Материалы конференции «Запад-Восток: Архитектурные школы нового и новейшего времени (К 550 годовщине со дня смерти итальянского зодчего эпохи Ренессанса Филиппо Брунеллески» / Ред. Н. И. Смолина. — М.: ГНИМА, ВНИИТАГ, МАРХИ, 1998. — С.35—40.
- Экскурсионная работа в Обществе изучения русской усадьбы в 1993—1997 годах // Русская усадьба: Сборник Общества изучения русской усадьбы. — Вып.4(20). — М.: Жираф, 1998. — ISBN 5-89832-002-4 — С.358—364.
- Римский ансамбль Сан Пьетро как образец в европейском градостроительстве и его русские интерпретации XIX века // Итальянский сборник = Quaderni italiani: Сб. науч. тр. — Вып.1 — Fascicolo Primo / Редкол.: В. Д. Дажина и др. — М.: НИИ теории и истории изобразительных искусств РАХ, 1999. — С.230—248.
- Государственная власть и архитектурно-градостроительное творчество на юге России периода классицизма // Архитектура в истории русской культуры. — Вып.4: Власть и творчество / Отв. ред. И. А. Бондаренко. — М., 1999. — ISBN 5-86700-001-X — С.107—112.
- Русские архитекторы-пенсионеры в Италии (вторая половина XVIII—XIX в.) // Россия и Италия. Вып.4: Встреча культур / Отв. ред. Н. П. Комолова. — М.: Наука, 2000. — ISBN 5-02-008713-0 — С.84—96.
- Пётр I и новые начала в русском градостроительстве // Государственный историко-культурный музей-заповедник «Московский Кремль». Материалы и исследования. — Вып. XIII: «Пётр Великий — реформатор России». — М., 2001. — С.109—124.
- Un templo antico sconosciuto a Tivoli (Tibur) secondo il disegno di un maestro italiano del Quattrocento // Pegasus. Berliner Beiträge zum Nachleben der Antike. — Heft 3. — Berlin, 2001. — S.111—124.
- Градостроительство классицизма в России: желаемое и действительное // Архитектура в истории русской культуры. — Вып.3: Желаемое и действительное / Под ред. И. А. Бондаренко. — М.: Едиториал УРСС, 2001. — ISBN 5-8360-0043-3 — С.124—127.
- Классицизм и национальные традиции стран Европы // Региональные и национальные аспекты в архитектуре: наследие и перспективы / Отв. ред. Г. Г. Нугманова. — Казань: Kazan-Казань, 2003. — С.53—55.
- Особенности ампира в градостроительстве Новороссии // Архитектура в истории русской культуры. — Вып. 5: Стиль ампир / Под ред. И. А. Бондаренко. — М.:Рохос, 2003. — ISBN 5-9519-0016-6 — С.102—126.
- Проект парадной лестницы в неизвестном здании в городе Николаеве // Архитектура в истории русской культуры. — Вып. 5: Стиль ампир / Под ред. И. А. Бондаренко. — М.:Рохос, 2003. — ISBN 5-9519-0016-6 — С.127—131.
- In: Dal mito al progetto. La cultura architettonica dei maestri italiani e ticinesi nella Russia neoclassica. — A cura di Nicola Navone e Letizia Tedeschi. — Vol.2. — Mendrisio, 2003. — ISBN 88-87624-22-4 Marija Michailova:

```
  * 
Carlo Rossi
. Palazzo del granduca Michele a San Pietroburgo. — P.535—538;
  * 
Carlo Rossi
. Teatro Alexandrinskij e via del Teatro a San Pietroburgo. — P.548—552;
  * Le citta meriodionali dell'impero russo: il contributo degli architetti italiani. — P.664—673.
```

- Церковное строительство в Новороссии в конце XVIII — первой половине XIX веков // Христианское зодчество: Новые материалы и исследования / Отв. ред. И. А. Бондаренко. — М.: Едиториал УРСС, 2004. — ISBN 5-354-00833-6 — С.457—499.
- Деятельность итальянских архитекторов в Одессе в первой половине XIX века // Вопросы всеобщей истории архитектуры. — Вып. 2 / Под ред. А. А. Воронова. — М.: Едиториал УРСС, 2004. — ISBN 5-354-00881-6 — С. 204—215.
- Города юга Российской империи: вклад итальянской культуры // От мифа к проекту. Влияние итальянских и тичинских архитекторов в России эпохи классицизма / Под ред. Летиции Тедески и Николы Навоне. — Мендризио-СПб.: Государственный Эрмитаж, 2004. — ISBN 8887624224, 9788887624229 — С.421—426.
- Одна из тенденций к изменению традиционной композиции храмов в предкризисный период Римской империи // Архитектура в истории русской культуры. — Вып.6: Переломы эпох / Отв. ред. И. А. Бондаренко. — М.: КомКнига, 2005. — ISBN 5-484-00196-X — С.21—37.
- Роль Петербурга в формировании архитектурного образа Одессы // Архитектура в истории русской культуры. — Вып.7: Санкт-Петербург и архитектура России / Отв. ред. И. А. Бондаренко. — М.: КомКнига, 2007. — ISBN 978-5-484-00809-4 — С.426—444.
- Градостроительная деятельность в Астрахани и Керчи архитекторов А. П. и А. А. Дигби (последняя четверть XVIII — первая половина XIX века) // Градостроительное искусство. Новые материалы и исследования. — Вып.1. Памяти Т. Ф. Саваренской / Отв. ред. И. А. Бондаренко. — М.: URSS, 2007. — ISBN 978-5-484-00810-0, 5-484-00810-7 — С.164—199.
- Крымская война в Керчи. Восстановление и развитие города во второй половине XIX века // Архитектурное наследство. — № 48 / Под ред. И. А. Бондаренко. — М.: URSS, 2007. — ISBN 978-5-382-00441-9 — С.221—238.
- Architetti italiani e ticinesi a Odessa nella prima meta dell’Ottocento // La cultura architettonica italiana in Russia da Caterina II a Alessandro I. A cura di Piervaleriano Angelini, Nicola Navone, Letizia Tedeschi. — Mendrisio, Academy Press, 2008. — ISBN 8887624399, 9788887624397 — P.207—218.
- Неизвестный автограф А. Д. Захарова // Архитектурное наследство. — № 49 / Под ред. И. А. Бондаренко. — М.: URSS, 2008. — ISBN 978-5-484-01055-4 — С.219—222.
- Здания морского и военного ведомств в Керчи второй половины XIX века // Архитектурное наследство. — № 50 / Под ред. И. А. Бондаренко. — М.: URSS, 2009. — ISBN 978-5-397-00607-1 — С.269—280.
- Работа Карло Депедри по преобразованию архитектурного облика Астрахани в 1820-е—1840-е годы // Архитектурное наследство. — № 53 / Под ред. И. А. Бондаренко. — М.: URSS, 2010. — ISBN 978-5-396-00299-9 — С. 220—234.
- Мосты древнего Рима в рисунках итальянского мастера XV века из собрания Эрмитажа // Градостроительное искусство: Новые материалы и исследования. — Вып.2: Памяти Андрея Бладимировича Бунина. — Отв. ред. И. А. Бондаренко. — М.: URSS, 2010. — ISBN 978-5-354-01346-3 — С.68—86.
- Европейские зодчие классицизма: формирующие их эпоха и среда // Вопросы всеобщей истории архитектуры. — Вып. 4: Зодчий, эпоха, стиль / Сост., отв. ред. Н. А. Коновалова. — М.: Ленанд, 2012. — ISBN 978-5-9710-0473-8 — C. 153—197.
- Воспоминания о работе с О. Х. Халпахчьяном // Архитектурное наследство. Памяти О. Х. Халпахчьяна / Отв. ред. А. Ю. Казарян. — М.: КРАСАНД, 2011. — ISBN 978-5-396-00283-8 — С. 100—105.
- Крепость Керчи — памятник средневековой фортификации и ядро русского города периода классицизма // Архитектурное наследство. — № 56 / Под ред. И. А. Бондаренко. — М.: URSS, 2012. — ISBN 978-5-396-00465-8 — C. 113—128.
- Античный Рим в представлении человека раннего Возрождения // Палладио и классическая традиция: Материалы международной научной конференции, посвященной 500-летию Андреа Палладио, 3—5 декабря 2008 / Под ред. И. Е. Путятина. — М.: Перо, 2014. — ISBN 978-5-00-086236-0 — Текст: С. 110—122; Иллюстрации: С. 607—628.
- Неисследованные документы к биографии архитектора Джакомо Кваренги (в соавт. с М. В. Николаевой и Ю. М. Эскиным) // Архитектурное наследство. — № 60 / Под ред. И. А. Бондаренко. — М.—СПб.: Коло, 2014. — ISSN 0320-0841 — ISBN не указан — С.204—220.
- Неизвестные римские мавзолеи в рисунках итальянского мастера эпохи Возрождения из собрания Эрмитажа // Вопросы всеобщей истории архитектуры. — Вып. 5 / Ред., сост. Н. А. Коновалова. — М.—СПб.: Нестор-История, 2015. — ISBN 978-5-4469-0767-0 — С. 168—193.
- Западноевропейское градостроительство Нового времени: Опыт сравнительного анализа / Отв. ред. И. А. Бондаренко. — М.: КРАСАНД, 2018. — 464 с. — ISBN 978-5-396-00840-3

## Рецензии М. Б. Михайловой
- (В соавт. с А. Ф. Крашенинниковым). Во славу Астрахани и Российского государства. Рецензия на книгу А. С. Маркова «Варвакис». Астрахань, 2000. — 303с. // Библиография. — 2002. — № 5. — С.37—39.
- Летопись легендарного общества. Рецензия на книгу Г. Д. Злочевского «Общество изучения русской усадьбы (1922—1930)». — М., 2002 // Библиография. — 2003. — № 1. — С.97—98.
- Петербург Серебряного века. Рецензия на книгу Г. Д. Злочевского «Наследие Серебряного века». — М., 2006 // Библиография. — 2007. — № 5. — С.90—92.

## Рукописные труды
- Великие Луки. Архитектурно-исторический очерк. — Рукопись (ГНИМА им. А. В. Щусева). — 1958. — 2 а.л.
- Теоретики итальянского классицизма о проблемах градостроительства. — Рукопись. — 1974. — 0,4 а.л.
- Терминологический словарь по строительству и архитектуре. Раздел «История архитектуры». — Рукопись (ЦНИИТИА). — 1976—1977. — 1,5 а.л.
- Архитектурные альбомы эпохи Возрождения в Государственном Эрмитаже. — Рукопись книги. — 1987. — 420 с.
- Градоформирующая роль усадьбы-резиденции в композиции русского и западноевропейского города периода классицизма. — Рукопись. — 1995. — 1,5 а.л.
- Античная традиция в градостроительстве классицизма (к проблеме генезиса городского центра). — Рукопись. — 1997. — 1,5 а.л.
- Российские и западноевропейские города Нового времени (опыт сравнительного анализа). — Рукопись монографии. — 2001. — 25 а.л.
- Особенности реконструкции западноевропейских и русских городов периода классицизма. — Рукопись. — 2002. — 253 с.
- Градостроительное развитие региональных центров Британии во второй половине XVII—XIX веков. — Рукопись раздела монографии. — 2009. — 2 а.л.
- Анализ типологически новых архитектурных форм, выработанных в пределах классицизма и получивших широкое применение в градостроительстве последующего периода. Рукопись. — М., 2010. — 79 с.